# Dominique Rozier
Dominique Rozier, né le 21 novembre 1840 à Paris où il est mort le 6 novembre 1901, est un peintre français.

## Biographie
Hubert Dominique Jean Rozier est le fils de Louis Joseph Rozier et de Marie Anne Greffin.
Élève d’Antoine Vollon, il expose au Salon de 1869 à 1902.
En 1864, il épouse Laure Madeleine Bourgeois.
Peintre de fleurs et de nature morte, il obtient une médaille de troisième classe en 1876, et de deuxième classe en 1880.
En 1901, il est distingué officier du mérite agricole.
Il meurt à son domicile du boulevard de Clichy, à l'âge de 60 ans. Il est inhumé au cimetière du Père-Lachaise le 8 novembre 1901.